# Lewada

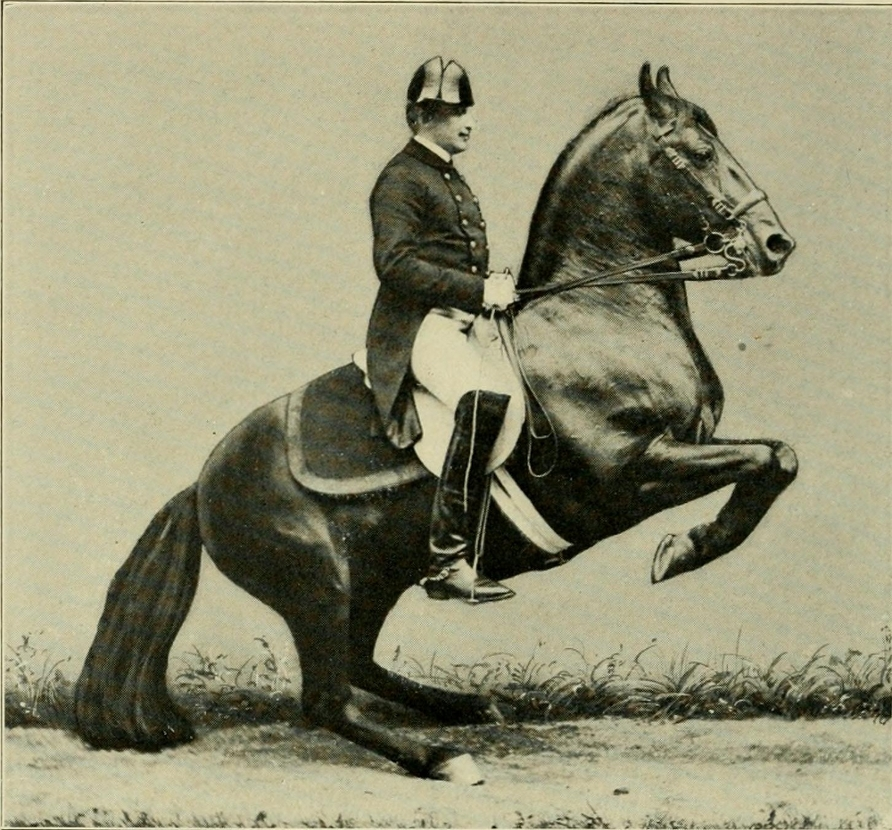
Favory Ancona I wykonuje lewadę pod Wenzelem Zrustem, mistrzem Hiszpańskiej Szkoły Jazdy w Wiedniu w latach 1902 – 1940.

Lewada – element klasycznego dresażu; figura polegająca na uniesieniu przez konia przednich nóg i przeniesieniu w ten sposób całego ciężaru ciała na wyraźnie ugięte nogi tylne. Podczas wykonywania lewady ciało konia ustawione jest pod kątem 30–35 stopni w stosunku do podłoża. Lewada nie jest wymagana w żadnej klasie sportowych zawodów ujeżdżeniowych. Zalicza się ją do elementów „szkoły nad ziemią” nauczanych w jeździectwie klasycznym i świadczy o najwyższym stopniu zebrania konia, czyli przeniesieniu całego ciężaru ciała na ugięte tylne nogi, a tym samym uzyskaniu maksymalnej lekkości przodu. Wymaga od konia dużej siły, pełnej mobilizacji a zarazem rozluźnienia i posłuszeństwa. W klasycznym jeździectwie jest przygotowaniem konia do wykonania figur nad ziemią (skoku). Zazwyczaj uczona jest najpierw z ziemi, a następnie z jeźdźcem na grzbiecie.
Przed przystąpieniem do uczenia lewady uczono konia pesady – jest to podobna figura, jednak ciało konia jest nieco wyżej (pod kątem ok. 45 stopni do podłoża) co czyni ćwiczenie łatwiejszym. Pezada była wstępnym ćwiczeniem testującym równowagę konia przed stopniowym uczeniem go mocniejszego uginania nóg tylnych, wymagającego dużo większej siły.